# 박정훈 (2004년)
박정훈(*Park Jeong-hoon*)은 대한민국의 축구 선수로, K리그의 FC 안양 소속이다. 정확한 생년월일, 포지션, 출전 기록 등은 아직 공식적으로 확인되지 않았다. [출처 필요]

## 클럽 경력
- FC 안양 – 연도 및 입단 경력 미상